# Cryptolinyphia
Cryptolinyphia sola es una especie de araña araneomorfa de la familia Linyphiidae. Es el único miembro del género monotípico Cryptolinyphia.

## Distribución
Es un endemismo de Colombia donde se encuentra en la serranía de Perijá del Departamento de Cesar.